# Provinciale weg 398
De provinciale weg 398 (N393), ook wel Noordwesttangent Leeuwarden genoemd, is een verbinding tussen de N357 en N383 ten noordwesten van Leeuwarden. De weg begint ten westen van Stiens en sluit aan op de N383 nabij Beetgumermolen.
De weg wordt beheerd door de provincie Friesland en is aangelegd om het verkeer ten noorden van Leeuwarden om de stad heen te voeren. Ook voor het dorp Sint Annaparochie heeft de weg een ontlastende werking. De N393 is hierdoor een minder belangrijke weg geworden.
Met de N398 sluit Noordwest-Fryslân direct aan op de A31/N31 (Zurich - Drachten) en via de Haak om Leeuwarden wordt ook de A32/N32 (Meppel - Leeuwarden) eenvoudig en vlot bereikt.
N34 · N46 · N351 · N353 · N354 · N355 · N356 · N357 · N358 · N359 · N360 · N361 · N362 · N363 · N364 · N365 · N366 · N367 · N368 · N369 · N370 · N371 · N372 · N373 · N374 · N375 · N376 · N377 · N378 · N379 · N380 · N381 · N382 · N383 · N384 · N385 · N386 · N387 · N388 · N390 · N391 · N392 · N393 · N398

N851 · N852 · N853 · N854 · N855 · N856 · N857 · N858 · N860 · N861 · N862 · N863 · N865 · N910 · N913 · N917 · N918 · N919 · N924 · N927 · N928 · N962 · N963 · N964 · N966 · N967 · N969 · N972 · N973 · N974 · N975 · N976 · N977 · N978 · N979 · N980 · N981 · N982 · N983 · N984 · N985 · N986 · N987 · N988 · N989 · N990 · N991 · N992 · N993 · N994 · N995 · N996 · N997 · N998 · N999

Cursief vermelde wegen zijn voormalige provinciale wegen.